# Nasz Czyn
Nasz Czyn – oficjalny organ Okręgu XIII Białostockiego Narodowych Sił Zbrojnych, wychodziło od 1941 r. do grudnia 1944 r.
Początkowo pismo było wydawane przez lokalne struktury Konfederacji Zbrojnej. Pierwszym jego redaktorem był Władysław Królikowski ps. „Babinicz”. Po scaleniu części KZ z NSZ we wrześniu 1942 r., pismo przejęło NSZ. Na czele redakcji stanął wówczas Stanisław Kryński ps. „Kmicic”, jednocześnie szef Oddziału VI Oświatowo-Wychowawczego Komendy Okręgu. W winiecie znajdował się podtytuł: Dwutygodnik informacyjny Okręgu Narodowych Sił Zbrojnych. Pismo zawierało komentarze polityczne, rozkazy KG NSZ i Komendy Okręgu, informacje wojenne oraz różne artykuły okolicznościowe o charakterze historycznym, ideologicznym, politycznym itp. Zespół wydawniczy składał się w większości z ludzi młodych, wychowanków białostockich szkół. W początkowym okresie pismo odbijano na prymitywnym powielaczu, dlatego jego nakład nie przekraczał 250–300 egzemplarzy o objętości zaledwie 2 stron. Od 1943 r. zaczęto używać nowocześniejszego powielacza, w wyniku czego nakład doszedł do ok. 1200 sztuk (według niektórych źródeł nawet do 2–2,5 tys.) i objętości do 8–10 stron formatu A4. Po wejściu wojsk sowieckich do Białegostoku i aresztowaniu S. Kryńskiego przez NKWD w listopadzie 1944 r., pismo przestało wychodzić. Na jesieni w bunkrze w ogrodzie jednego z domów zainstalowana została robocza powielarnia, dzięki czemu wyszło jeszcze kilka nowych numerów w ciągu grudnia tego roku.